# 舒鲁波夫斯基农村居民点
舒鲁波夫斯基农村居民点（俄语：Шуруповское сельское поселение）是俄罗斯联邦伏尔加格勒州弗罗洛沃区所属的一个农村居民点。其下辖有2个居民点，行政中心为舒鲁波夫斯基。据2016年统计，该农村居民点的人口为1067人。